# Double leopard
Il double leopard (in italiano: doppio leopardo) è una moneta d'oro dal valore di 6 scellini emessa nel 1344 da Edoardo III d'Inghilterra. Fu la prima moneta d'oro coniata nel Regno d'Inghilterra equivalente a due fiorini d'oro.

## Storia

### Premesse
L'unica moneta circolante nel Regno d'Inghilterra fin dall'VIII secolo era il penny d'argento (equivalente del denaro carolingio) e le sue frazioni halfpenny (½ penny) e farthing (¼ penny). All'inizio del XIV secolo però a causa della diminuzione delle esportazioni di lana inglese verso le Fiandre e l'esaurimento delle miniere, la quantità di argento circolante in Inghilterra diminuì progressivamente; viceversa l'oro grazie alla scoperta di nuove miniere nel Regno d'Ungheria iniziò ad aumentare. Nel 1337 allo scoppio della guerra dei cent'anni il re d'Inghilterra Edoardo III, per finanziare l'impresa militare, fu costretto a chiedere in prestito dalle banche fiorentine grandi quantità di fiorini d'oro. Con la sconfitta inglese e la tregua di Esplechin del 1340 il re fu impossibilitato a restituire il prestito contratto, causando il fallimento delle banche fiorentine e causando una forte crisi di liquidità interna.

### Il leopardo
Su consiglio dei mercanti londinesi il 4 dicembre 1343 il re stipulò un accordo con la zecca per la coniazione di una nuova moneta d’oro, già ampiamente diffusa nel commercio internazionale europeo nella forma di fiorino e zecchino. Le nuove monete furono coniate in oro a 24 carati e si decise nella direttiva reale del 27 gennaio 1344 di produrre tre diversi tagli basati sul fiorino d'oro: il double leopard, dal valore di 6 scellini ed equivalente a 2 fiorini d'oro; il leopard, 3 scellini o un fiorino; l'helmet, 18 penny o mezzo fiorino.
Il double leopard e le sue frazioni però furono coniate con oro di purezza inferiore a quella dichiarata, di conseguenza i mercanti si rifiutarono di accettare la moneta, che fu quindi ritirata dalla circolazione nell'agosto del 1344, per poi essere sostituita dopo pochi mesi dal Noble.

## Descrizione
Solo pochi esemplari sono sopravvissuti di quella che è spesso considerata una delle più belle monete medioevali inglesi.
Il dritto della moneta mostra il re seduto in trono sotto un baldacchino con due teste di leopardo ai lati. La legenda legge EDWR D GRA REX ANGL Z FRANC DNS HIB (Edoardo per Grazia di Dio re d'Inghilterra e di Francia, signore d'Irlanda).
Il rovescio della moneta presenta la croce reale con un quadrifoglio ed un leopardo in ogni quarto; la legenda legge IHC TRANSIENS PER MEDIUM ILLORUM IBAT (Cristo andava passando in mezzo a loro).

## Esemplari
Sono noti solo tre esempi della moneta. Due sono stati scoperti insieme sulle rive del fiume Tyne nel 1857, e sono ora detenuti dal British Museum. Un'altra è stata scopertanel sud dell'Inghilterra nel 2006 ed è stata venduta all'asta per 460.000 sterline, quindi un prezzo record per una moneta britannica. La moneta è stata successivamente prestata al Fitzwilliam Museum di Cambridge, prima di passare di mano nel 2016 per una somma di sette cifre non rivelata a un collezionista privato negli Stati Uniti.
Un elenco del 2013 includeva la moneta come una delle più costose del mondo.